# مطار كيتا
مطار كيتا (إيكاو: GAKT) هو مطارٌ يخدم مدينة كيتا، ضمن منطقة كايس، في مالي.